# Aploglossa collaris
Aploglossa collaris là một loài bọ cánh cứng trong họ Ptilodactylidae. Loài này được Guerin-Meneville miêu tả khoa học năm 1849.